# Eisenbahnunfall von Nancy
Bei dem Eisenbahnunfall von Nancy starben am 6. November 2002 zwölf Menschen, als ein Schlafwagen in Brand geriet.

## Ausgangslage
Der Nachtzug 261 der SNCF von Paris nach Wien war mit etwa 150 Reisenden besetzt. Er führte unter anderem einen mit einer Klimaanlage ausgestatteten Schlafwagen der DB AutoZug GmbH nach München. Der Wagen war mit 21 Reisenden besetzt. Er war 1964 gebaut, 1999 komplett überarbeitet und 2001 einer Revision unterzogen worden. Gleichwohl enthielt er Holzeinbauten, aber keine Brand- oder Rauchmelder. Später gefertigte Gutachten wiesen auf Sicherheitsmängel hin: So fehlte ein zweiter Feuerlöscher und die Hinweise auf die Nothämmer zum Einschlagen der Scheiben wurden als unzureichend bemängelt. Darüber hinaus waren die Außentüren des Wagens verriegelt, um Überfälle unmöglich zu machen. Dies ist nach den Regeln des Internationalen Eisenbahnverbandes (UIC) möglich und war eine weit verbreitete Praxis. Weiter waren die Türen, die den Seitengang des Personenwagens, entlang der einzelnen Abteile, zum Einstiegsraum hin abschließen, mit einem Sicherheitsschloss versehen. Diese Maßnahme war aufgrund eines Beschlusses des früheren Nachtzugbetreibers TEN nach dem Mord an einem belgischen Schlafwagenschaffner eingeführt worden.
Der Wagen lief direkt hinter der Lokomotive der SNCF an der Spitze des Zuges. Ein vorgeschriebenes Adapterkabel auf der Lokomotive fehlte. Dadurch war eine Kommunikation zwischen den Wagen und dem Lokomotivführer nicht möglich. Der Adapter hätte die französischen und deutschen Kommunikationssysteme verbunden und es Zug- und Lokomotivführer ermöglicht, miteinander zu sprechen.

## Unfallhergang
Der Schlafwagenschaffner stellte eine Reisetasche aus Kunststoff auf einer Herdplatte ab, weil in dem kleinen Service-Abteil nirgendwo anders Platz war, und hängte darüber Kleidungsstücke, ohne zu bemerken, dass die Herdplatte eingeschaltet war. Anschließend verließ er das Abteil und schlief auf seiner Liege im Gang des Schlafwagens ein. In dem Service-Abteil gerieten inzwischen die Tasche und die Kleidungsstücke in Brand. Durch die Klimaanlage breitete sich der Rauch im ganzen Wagen sehr schnell aus. Wegen des beengten Raums in dem Schlafwagen verursachten auch schon kleinere Mengen Rauch Vergiftungen.
Der Schaffner bemerkte gegen 2:15 Uhr kurz vor Nancy Brandgeruch, konnte aber nicht feststellen, woher dieser kam. Der Schaffner schätzte die Situation zunächst völlig falsch ein. Deshalb alarmierte er nicht sofort die Fahrgäste, sondern zunächst den Zugführer der SNCF. Die Reisenden wurden von dem Brand im Schlaf überrascht. Auch unterließ der Schaffner es, die verschlossenen Türen zu öffnen. Der Zugführer entschied, den Zug erst im Bahnhof Nancy-Ville anzuhalten, weil dort schnelle Rettungsmaßnahmen am ehesten zu erwarten waren. Da wegen des mangelhaften Kommunikationssystems Zug- und Lokomotivführer nicht miteinander sprechen konnten, löste er zum entsprechenden Zeitpunkt eine Notbremsung aus. Als der Schaffner zu seinem Wagen zurückkam, war die Qualmentwicklung bereits so stark, dass er ihn nicht mehr betreten konnte. Der Zug kam etwa 800 Meter außerhalb des Bahnhofs zum Stehen. Die Feuerwehr war deshalb bereits Minuten später zur Stelle, gleichwohl war bereits eine größere Anzahl von Menschen erstickt.

## Folgen
Zwölf Menschen erlitten tödliche Rauchvergiftungen, unter ihnen auch zwei Kinder im Alter von acht und zwölf Jahren. Unter den Toten waren neben Deutschen auch US-Amerikaner, ein russisches Ehepaar, ein Ungar und eine Griechin. Weitere neun Fahrgäste wurden darüber hinaus verletzt. Sie hatten sich durch eingeschlagene Fenster befreien können.
In Nancy fand am 22. November 2002 ein ökumenischer Trauergottesdienst in der evangelischen Kirche St. Jean statt, an der auch der französische Verkehrsminister, Gilles de Robien, der deutsche Verkehrsminister Manfred Stolpe, der Präsident der SNCF Louis Gallois und Hartmut Mehdorn als Vertreter der Deutschen Bahn teilnahmen.
Rund achteinhalb Jahre nach dem Unfall verurteilte ein Gericht in Nancy den Schaffner wegen fahrlässiger Tötung und Körperverletzung in erster Instanz zu einem Jahr Haft auf Bewährung. Da es in Frankreich ein Firmenstrafrecht gibt, wurden die beiden beteiligten Bahngesellschaften ebenfalls angeklagt, die DB als Eigentümerin des Schlafwagens, die SNCF, weil sie dessen Nutzung zugelassen hatte – beide wurden aber zunächst freigesprochen. Die SNCF versuchte vergeblich zu erreichen, das Verfahren aufgrund formaler Mängel einstellen zu lassen. Das Berufungsgericht aber verurteilte die DB AutoZug GmbH zu einer Geldstrafe in Höhe von 160.000 Euro und erhöhte die Strafe für den Schaffner auf zwei Jahre zur Bewährung.
Alle Schlafwagen der gleichen Bauart wurden stillgelegt. In den folgenden Jahren erhielten alle Schlafwagen der Deutschen Bahn Brandmeldeanlagen, Schlafwagen ausländischer Bahnverwaltungen, die in Deutschland unterwegs sind, müssen solche Brandmeldeanlagen ebenfalls aufweisen oder eine besonders eingewiesene Brandwache muss mitreisen.